# Телесфор (папа)
Вижте пояснителната страница за други личности с името Телесфор.
Папа свети Телесфор (на латински: Telesphorus) е папа от около 126 г. до около 137 г.
Неговият понтификат започва по време на управлението на римския император Адриан, по време на което той става свидетел на преследването на християни, и завършва по време на управлението на император Антонин Пий. Ватиканският Annuario Pontificio казва, че той е грък по рождение и управлява от 127 или 128 до 137 или 138. Традицията на коледните среднощни меси, празнуването на Великден в неделя и спазването на седемседмичен пост преди Великден обикновено са отнасяни към неговия понтификат, но много историци изразяват съмнения, че тези отнасяния са правилни.
Писателят Ириней казва, че Телесфор е изстрадал мъченичество. Въпреки че всеки от първите четиринадесет наследници на свети Петър е описван от един или друг извор като мъченик, Телесфор е единственият, за когото съществува историческо доказателство. Според един извор, „Той е единственият папа от 2 век, чието мъченичество е надеждно потвърдено.“ В римската мартирология за негов празник е посочен 5 януари; Гръцката църква го празнува на 22 февруари. Кармелитите почитат Телесфор като патронен светец на ордена, тъй като се твърди, че той е живял на планината Кармел като отшелник.
Град Свети Телесфор, в югозападната част на канадската провинция Квебек, е наречен на негово име.